# Florian Meyer (Kunsthändler)
Florian Meyer (* 1977 in Hannover) ist ein deutscher Kunst- und Antiquitätenhändler sowie -sachverständiger.

## Leben
Florian Meyer absolvierte von 2000 bis 2003 an der Berufsbildenden Schule 14 der Region Hannover eine Ausbildung zum Kaufmann im Einzelhandel. Danach war er bis Juli 2020 als Kunst- und Antiquitätenhändler beim Kunst- und Auktionshaus Kastern in Hannover tätig. Zu seinen Spezialgebieten gehörten alte Grafik, Bücher, russische Ikonen und asiatische Kunst.
Ab Oktober 2018 trat Meyer in der 8. Staffel der ZDF-Sendereihe Bares für Rares als Experte für Antiquitäten und Kunst auf. Die Drehzeiten der Folgen mit ihm lagen im Juli 2018.
Seit Mai 2018 ist er zudem Gästeführer der Hannover Marketing und Tourismus GmbH.
Zuletzt war Florian Meyer in der Arte-Dokumentation "Britanniens deutsche Dynastie" aus dem Jahr 2024 zu sehen. 